# 南京工程学院康尼学院
南京工程学院康尼学院，是南京工程学院举办的普通全日制本科公有民办二级学院，地处江宁区。

## 历史
- 2002年，批准成立，为公有民办二级学院；
- 2014年起停止招生。

## 专业设置
设立38个本科专业（方向）：
- 电气工程及其自动化
- 机械设计制造及其自动化
- 材料成型及控制工程
- 计算机科学与技术
- 国际经济与贸易
- 自动化
- 通信工程
- 热能与动力工程
- 土木工程
- 环境工程
- 英语